# Volo EAS Airlines 4226
Il volo Executive Airline Services (EAS) Airlines 4226 era un volo interno alla Nigeria, operato il 4 maggio 2002, con un aeromobile bireattore BAC One-Eleven 525FT dalla compagnia EAS Airlines, con partenza da Abuja ed arrivo a Lagos, con scali intermedi a Jos e Kano.

## L'incidente
Al decollo dalla pista dell'aeroporto Mallam Aminu International l'aereo non prese quota e si schiantò nel quartiere di Gwammaja, un'area densamente popolata alla periferia della città di Kano. Distrusse 23 abitazioni insieme ad una scuola ed una moschea, incendiandosi ed uccidendo 78 persone a terra oltre a 64 dei 69 passeggeri e 7 degli 8 membri dell'equipaggio.
Nel disastro perirono tra gli altri l'ex Ministro dello Sport, Ishaya Mark Aku, la moglie e il figlio dell'ex Ministro del Territorio della Capitale Federale, il Tenente Generale Jeremiah Useni, Omotoriola e Ede Ajao.

## Le indagini
Inizialmente si pensò che a causare l'incidente fosse stato un problema dei motori, infatti l'aeromobile, registrato 5N-ESF, era stato fermato a terra per 52 giorni a causa di problemi ai propulsori. Successivamente, nello stesso mese di maggio 2002, un motore del BAC One-Eleven era stato sostituito con uno analogo proveniente dal modello registrato 5N-ESD ma, dopo sole dieci ore di volo, era avvenuto l'incidente.
Un anno dopo l'incidente il Governo Federale della Nigeria rese noti i risultati dell'indagine condotta per appurare le cause del disastro. Il ministro dell'Aviazione, Kema Chikwe, accusò l'equipaggio dell'aereo e la compagnia aerea. Dichiarò che i piloti, per ragioni sconosciute, non misero in atto le azioni correttive necessarie per fermare il decollo che avvenne superando il limite della pista, finendo con le ruote dell'aereo nell'erba e nella polvere che venne inghiottita dai motori. L'equipaggio venne così accusato di non essere stato in grado di decollare nella lunghezza di pista corretta nonostante il peso complessivo dell'aereo fosse nei limiti prescritti.
Vennero rilevate anche importanti mancanze nei registri tecnici dell'aeromobile in carico alla compagnia EAS Airlines.
Il BAC One-Eleven era inoltre sguarnito della scatola nera ed era stato oggetto di riparazioni ottenute con la cannibalizzazione di un altro velivolo messo precedentemente a terra.